# Діамантник австралійський
Діамантник австралійський (Taeniopygia castanotis) — вид горобцеподібних птахів родини астрильдових (Estrildidae). Ендемік Австралії.

## Поширення
Ареал виду охоплює 75 % території материкової Австралії. Вид зазвичай не зустрічається на узбережжі, за винятком посушливої західної околиці. Мешкає у посушливих і напівпосушливих регіонах.